# Верхньоберезово
Верхньобере́зово (рос. Верхнеберёзово) — присілок у складі Притобольного району Курганської області, Росія. Адміністративний центр Березовської сільської ради.
Населення — 329 осіб (2010, 406 у 2002).
Національний склад станом на 2002 рік:
- росіяни — 93 %